# Anna Holst
Anna Holst, född Wincrantz den 17 juli 1923 i Stockholm, död den 13 november 2022, var en svensk arkitekt. Hon ingick 1957 äktenskap med arkitekt Hans-Ancker Holst (död 1983).
Holst, som var dotter till civilingenjör Karl Fredrik Wincrantz och Ebba Jacobson, avlade studentexamen 1943, utexaminerades från Chalmers tekniska högskola 1949 och blev teknologie doktor i lantmäteri vid Kungliga Tekniska högskolan på avhandlingen An Outline of a Neighbourhood Data Bank 1979. Hon anställdes på Hans-Ancker Holst arkitektkontor i Stockholm 1949, blev vice verkställande direktör i HAHAB Hans-Ancker Holst Arkitektkontor AB 1958 och innehavare av AH-Data arkitektkontor från 1984. Hon medverkade i böckerna Rädda miljön (1969), Rädda naturen (1970), Låt stå! Om bevarande av stadsmiljön (tillsammans med Börje Blomé, Arthur Löwe och Bengt Åkerlund, 1972) och flertal vetenskapliga forskningsrapporter.